# Doi (Klan)

Wappen der Doi (Wasserschöpfer)

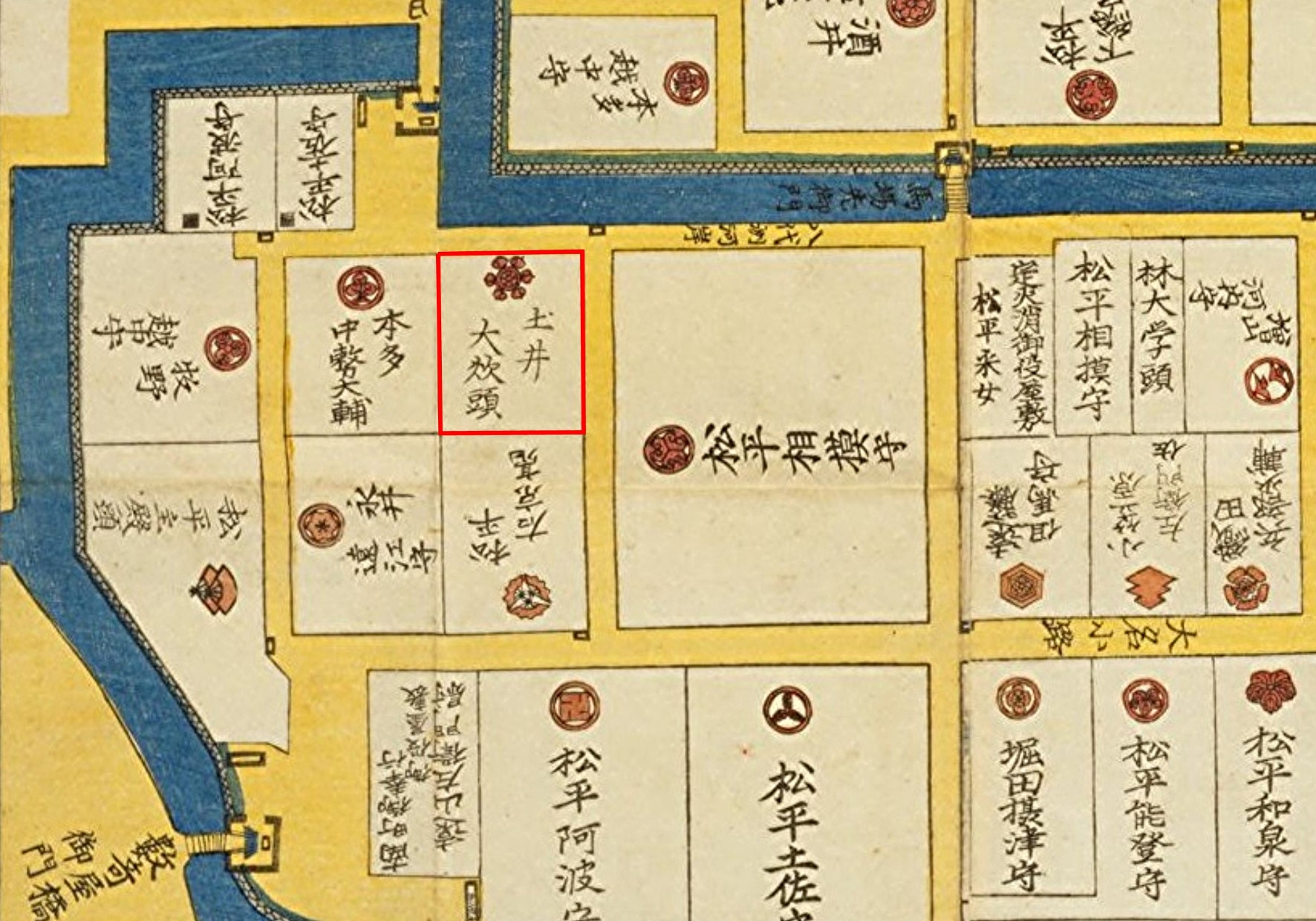
Koga-Doi-Residenz in Edo

Die Doi (japanisch 土井氏, Doi-shi) waren eine Familie des japanischen Schwertadels (Buke). Mit einem Einkommen von 70.000 Koku gehörten die zuletzt in Koga (Präfektur Ibaraki) residierenden Doi zu den größeren Fudai-Daimyō der Edo-Zeit.

## Genealogie
- Toshikatsu (利勝, 1573–1644) war der Sohn Mizuno Nobumotos, einem Onkel von Tokugawa Ieyasu. Er wurde von Doi Toshimasa adoptiert und zusammen mit Tokugawa Hidetada aufgezogen. 1601 wurde er mit einem Einkommen von 10.000 Koku Daimyō in Shimousa. Danach residierte er in Sakura (Shimousa) mit 30.000 Koku und dann in Koga (Shimousa) mit 132.000 Koku. Zusammen mit Sakai Tadayo und Aoyama Tadatoshi wurde er als einer der Berater von Tokugawa Iemitsu berufen. Toshikatsu hatte drei Söhne, die drei Zweige begründeten.
- Der Hauptzweig wurde von Toshitaka (利隆, 1619–1685) in Koga bis zum Tode Toshihisas 1675 fortgesetzt. Da Toshihisa ohne Nachkommen starb, führte sein Bruder die Linie fort, wurde aber nach Toba (Shima) mit 60.000 Koku versetzt. Die Familie wurde dann 1691 nach Karatsu (Hizen) versetzt, kehrte dann aber 1762 nach Koga zurück, wo sie bis 1868 residierte. Danach Vizegraf.
- Ein Zweig wurde von Toshinaga (利長, 1631–1696) in Nishio (Mikawa) begründet. 1747 wurde die Familie nach Kariya (Mikawa) mit 23.000 Koku versetzt, wo sie bis 1868 residierte. Ehrentitel Ōi no kami (大炊頭, „Kanzleivorsteher der Groß-Kocherei“). Nach 1868 Vizegraf.
- Eine weitere Zweig wurde von Toshifusa (利房, 1631–1683) in Ōno (Echizen) mit 40.000 Koku begründet. Dieser Zweig residierte dort bis 1868. Danach Vizegraf.